# Druga liga SR Jugoslavije 2001-2002
La Druga liga SR Jugoslavije 2001-2002, conosciuta anche come Druga liga 2001-2002, è stata la decima edizione della seconda divisione del campionato di calcio della Repubblica Federale di Jugoslavia, la 56ª come Druga liga jugoslava.
Nel periodo 2002-2004 vi è stata una riduzione degli organici per migliorare la qualità dei campionati. Vi sono state molte fusioni o rilevamenti di titolo sportivo facilitati dai nuovi ricchi proprietari di piccole realtà sportive che volevano saltare le tappe per la scalata alla massima divisione, questo ha portato al ridimensionamento delle "piazze" storiche di Zrenjanin, Subotica, Užice, Novi Pazar e Kragujevac.

## Formula
Vi sono quattro gironi: tre serbi da 18 ciascuno ed uno montenegrino da 12. In quest'ultimo, dopo le normali 22 giornate dell'andata e ritorno, viene disputato un ulteriore girone da 11 giornate.
Vengono promosse le vincitrici dei 4 gironi. Nei gironi serbi è previsto un alto numero di retrocessioni in vista della riduzione dell'organico da 18 a 12 squadre ciascuno.

## Girone Nord

### Profili
| Squadra             | Città                  | Stadio                   | Stagione 2000-01 | Stagione 2000-01      |
| Squadra             | Città                  | Stadio                   | Pos.             | Divisione             |
| ------------------- | ---------------------- | ------------------------ | ---------------- | --------------------- |
| Proleter Zrenjanin  | Zrenjanin              | Karađorđev park          | 2º               | Druga liga Nord       |
| Radnički Belgrado   | Novi Beograd, Belgrado | SC Radnički              | 3º               | Druga liga Nord       |
| Novi Sad            | Novi Sad               | Stadion Detelinara       | 4º               | Druga liga Nord       |
| Teleoptik           | Zemun, Belgrado        | SC Partizan-Teleoptik    | 5º               | Druga liga Nord       |
| Bud. Banatski Dvor  | Banatski Dvor, Žitište | Stadion Mirka Vučurevića | 6º               | Druga liga Nord       |
| Vrbas               | Vrbas                  | Stadion kraj Šlajza      | 7º               | Druga liga Nord       |
| Spartak Subotica    | Subotica               | Gradski stadion          | 8º               | Druga liga Nord       |
| ČSK Čelarevo        | Čelarevo               | Stadion ČSK Pivare       | 9º               | Druga liga Nord       |
| Bežanija            | Novi Beograd, Belgrado | Stadion Bežanije         | 10º              | Druga liga Nord       |
| Železničar Belgrado | Savski Venac, Belgrado | Stadion FK Železničar    | 11º              | Druga liga Nord       |
| Dinamo Pančevo      | Pančevo                | Gradski stadion          | 12º              | Druga liga Nord       |
| Kabel               | Novi Sad               | Stadion FK Kabel         | 13º              | Druga liga Nord       |
| Big Bul Bačinci     | Bačinci, Šid           | Stadion Bačinci          | 14º              | Druga liga Nord       |
| Bečej               | Bečej                  | Gradski stadion          | 15º              | Druga liga Nord       |
| Veternik            | Novi Sad               | Stadion FK Veternik      | 1º               | Srpska liga Vojvodina |
| Solunac             | Karađorđevo            | SC Jerković Jovan-Joca   | 2º               | Srpska liga Vojvodina |
| Radnički Obrenovac  | Obrenovac, Belgrado    | Stadion Radničkog        | 1º               | Srpska liga Beograd   |
| Balkan Mirijevo     | Zvezdara, Belgrado     | Stadion FK Balkan        | 3º               | Srpska liga Beograd   |

### Classifica
|  | Pos. | Squadra             | Pt | G  | V  | N  | P  | GF | GS | DR  |
|  | ---- | ------------------- | -- | -- | -- | -- | -- | -- | -- | --- |
|  | 1.   | Radnički Obrenovac  | 74 | 34 | 22 | 8  | 4  | 47 | 15 | +32 |
|  | 2.   | Bud. Banatski Dvor  | 71 | 34 | 22 | 5  | 7  | 74 | 30 | +44 |
|  | 3.   | Novi Sad            | 65 | 34 | 17 | 14 | 3  | 43 | 24 | +19 |
|  | 4.   | Veternik            | 60 | 34 | 18 | 6  | 10 | 53 | 36 | +17 |
|  | 5.   | Dinamo Pančevo      | 58 | 34 | 17 | 7  | 10 | 60 | 45 | +15 |
|  | 6.   | Radnički Belgrado   | 57 | 34 | 14 | 15 | 5  | 47 | 28 | +19 |
|  | 7.   | Bečej               | 54 | 34 | 17 | 3  | 14 | 51 | 44 | +7  |
|  | 8.   | Big Bul Bačinci     | 53 | 34 | 16 | 5  | 13 | 47 | 39 | +8  |
|  | 9.   | Vrbas               | 53 | 34 | 16 | 5  | 13 | 39 | 29 | +10 |
|  | 10.  | Proleter Zrenjanin  | 52 | 34 | 16 | 4  | 14 | 51 | 33 | +18 |
|  | 11.  | ČSK Čelarevo        | 49 | 34 | 15 | 4  | 15 | 49 | 47 | +2  |
|  | 12.  | Železničar Belgrado | 42 | 34 | 11 | 9  | 14 | 46 | 47 | −1  |
|  | 13.  | Balkan Mirijevo     | 42 | 34 | 12 | 6  | 16 | 46 | 58 | −12 |
|  | 14.  | Teleoptik           | 39 | 34 | 12 | 3  | 19 | 49 | 50 | −1  |
|  | 15.  | Solunac Karađorđevo | 28 | 34 | 8  | 4  | 22 | 35 | 73 | −38 |
|  | 16.  | Kabel Novi Sad      | 25 | 34 | 6  | 7  | 21 | 32 | 71 | −39 |
|  | 17.  | Spartak Subotica    | 19 | 34 | 4  | 7  | 23 | 30 | 77 | −47 |
|  | 18.  | Bežanija            | 18 | 34 | 4  | 6  | 24 | 24 | 76 | −52 |

Legenda:

      Promossa in Prva liga SR Jugoslavije 2002-2003.

  Partecipa agli spareggi promozione/retrocessione.

      Retrocessa in Treća liga SR Jugoslavije 2002-2003.

      Esclusa dal campionato.
Note:

Tre punti a vittoria, uno a pareggio, zero a sconfitta.
In caso di arrivo di due o più squadre a pari punti per le posizioni di promozione o retrocessione, la graduatoria viene stilata secondo gli scontri diretti tra le squadre interessate.

### Classifica marcatori
| Reti             | Marcatore  | Squadra            |
| ---------------- | ---------- | ------------------ |
| 24               | Vitas      | Dinamo Pančevo     |
| 20               | Baljak     | Bud. Banatski Dvor |
| 19               | Vasiljević | ČSK Čelarevo       |
| Fonte: rsssf.com |            |                    |

## Girone Ovest

### Profili
| Squadra             | Città                 | Stadio                  | Stagione 2000-01 | Stagione 2000-01   |
| Squadra             | Città                 | Stadio                  | Pos.             | Divisione          |
| ------------------- | --------------------- | ----------------------- | ---------------- | ------------------ |
| Borac Čačak         | Čačak                 | Stadion kraj Morave     | 2º               | Druga liga Ovest   |
| Železničar Lajkovac | Lajkovac              | Stadion Železničara     | 3º               | Druga liga Ovest   |
| Bane                | Raška                 | Stadion FK Bane         | 4º               | Druga liga Ovest   |
| Kolubara            | Lazarevac             | Stadion FK Kolubara     | 5º               | Druga liga Ovest   |
| Javor               | Ivanjica              | Gradski stadion         | 6º               | Druga liga Ovest   |
| Novi Pazar          | Novi Pazar            | Gradski stadion         | 7º               | Druga liga Ovest   |
| Jedinstvo Ub        | Ub                    | Stadion Dragan Džajić   | 8º               | Druga liga Ovest   |
| Šumadija 1903       | Kragujevac            | Stadion Bubanj          | 9º               | Druga liga Ovest   |
| Loznica             | Loznica               | Gradski stadion Lagator | 10º              | Druga liga Ovest   |
| Zastava Kragujevac  | Kragujevac            | Stadion Bubanj          | 11º              | Druga liga Ovest   |
| Sloga Lipnički Šor  | Lipnički Šor, Loznica | ?                       | 12º              | Druga liga Ovest   |
| Sloga Kraljevo      | Kraljevo              | Gradski stadion         | 13º              | Druga liga Ovest   |
| Sloboda Užice       | Užice                 | Stadion Begluk          | 14º              | Druga liga Ovest   |
| Zlatibor Užice      | Užice                 | Stadion Švajcarija      | 15º              | Druga liga Ovest   |
| ZSK Valjevo         | Valjevo               | Stadion ZSK             | 16º              | Druga liga Ovest   |
| Radnički Klupci     | Klupci, Loznica       | Stadion Zeleni lug      | 1º               | Srpska liga Dunav  |
| Polet Ljubić        | Ljubić, Čačak         | Stadion FK Polet        | ?                | Srpska liga Morava |
| Remont              | Čačak                 | Stadion na Alvadžinici  | ?                | Srpska liga Morava |

### Classifica
|  | Pos. | Squadra             | Pt                                                           | G                                                            | V                                                            | N                                                            | P                                                            | GF                                                           | GS                                                           | DR                                                           |
|  | ---- | ------------------- | ------------------------------------------------------------ | ------------------------------------------------------------ | ------------------------------------------------------------ | ------------------------------------------------------------ | ------------------------------------------------------------ | ------------------------------------------------------------ | ------------------------------------------------------------ | ------------------------------------------------------------ |
|  | 1.   | Javor Ivanjica      | 85                                                           | 32                                                           | 27                                                           | 4                                                            | 1                                                            | 81                                                           | 14                                                           | +67                                                          |
|  | 2.   | Borac Čačak         | 77                                                           | 32                                                           | 24                                                           | 5                                                            | 3                                                            | 78                                                           | 27                                                           | +51                                                          |
|  | 3.   | Bane                | 57                                                           | 32                                                           | 17                                                           | 6                                                            | 9                                                            | 68                                                           | 31                                                           | +37                                                          |
|  | 4.   | Šumadija 1903       | 55                                                           | 32                                                           | 16                                                           | 7                                                            | 9                                                            | 56                                                           | 30                                                           | +26                                                          |
|  | 5.   | Remont Čačak        | 54                                                           | 32                                                           | 16                                                           | 6                                                            | 10                                                           | 58                                                           | 39                                                           | +19                                                          |
|  | 6.   | Loznica             | 53                                                           | 32                                                           | 16                                                           | 5                                                            | 11                                                           | 58                                                           | 33                                                           | +25                                                          |
|  | 7.   | Radnički Klupci     | 53                                                           | 32                                                           | 15                                                           | 8                                                            | 9                                                            | 42                                                           | 32                                                           | +10                                                          |
|  | 8.   | Polet Ljubić        | 52                                                           | 32                                                           | 15                                                           | 7                                                            | 10                                                           | 46                                                           | 45                                                           | +1                                                           |
|  | 9.   | Sloboda Užice       | 50                                                           | 32                                                           | 14                                                           | 8                                                            | 10                                                           | 44                                                           | 32                                                           | +12                                                          |
|  | 10.  | Jedinstvo Ub        | 49                                                           | 32                                                           | 13                                                           | 10                                                           | 9                                                            | 50                                                           | 41                                                           | +9                                                           |
|  | 11.  | Novi Pazar          | 41                                                           | 32                                                           | 12                                                           | 5                                                            | 15                                                           | 35                                                           | 48                                                           | −13                                                          |
|  | 12.  | Železničar Lajkovac | 40                                                           | 32                                                           | 12                                                           | 4                                                            | 16                                                           | 42                                                           | 63                                                           | −21                                                          |
|  | 13.  | Kolubara            | 32                                                           | 32                                                           | 8                                                            | 8                                                            | 16                                                           | 42                                                           | 53                                                           | −11                                                          |
|  | 14.  | Sloga Kraljevo      | 21                                                           | 32                                                           | 5                                                            | 6                                                            | 21                                                           | 24                                                           | 69                                                           | −45                                                          |
|  | 15.  | Zlatibor Užice      | 20                                                           | 32                                                           | 5                                                            | 5                                                            | 22                                                           | 27                                                           | 81                                                           | −54                                                          |
|  | 16.  | Sloga Lipnički Šor  | 18                                                           | 32                                                           | 3                                                            | 9                                                            | 20                                                           | 25                                                           | 68                                                           | −43                                                          |
|  | 17.  | ZSK Valjevo         | 6                                                            | 32                                                           | 1                                                            | 3                                                            | 28                                                           | 20                                                           | 90                                                           | −70                                                          |
|  | 18.  | Zastava Kragujevac  | Ritirato dopo 4 giornate, i risultati sono stati cancellati. | Ritirato dopo 4 giornate, i risultati sono stati cancellati. | Ritirato dopo 4 giornate, i risultati sono stati cancellati. | Ritirato dopo 4 giornate, i risultati sono stati cancellati. | Ritirato dopo 4 giornate, i risultati sono stati cancellati. | Ritirato dopo 4 giornate, i risultati sono stati cancellati. | Ritirato dopo 4 giornate, i risultati sono stati cancellati. | Ritirato dopo 4 giornate, i risultati sono stati cancellati. |

Legenda:

      Promossa in Prva liga SR Jugoslavije 2002-2003.

  Partecipa agli spareggi promozione/retrocessione.

      Retrocessa in Treća liga SR Jugoslavije 2002-2003.

      Esclusa dal campionato.
Note:

Tre punti a vittoria, uno a pareggio, zero a sconfitta.
In caso di arrivo di due o più squadre a pari punti per le posizioni di promozione o retrocessione, la graduatoria viene stilata secondo gli scontri diretti tra le squadre interessate.

### Classifica marcatori
| Reti             | Marcatore | Squadra         |
| ---------------- | --------- | --------------- |
| 24               | Ćurčić    | Javor           |
| 21               | Brunčević | Remont          |
| 18               | Obradović | Radnički Klupci |
| Fonte: rsssf.com |           |                 |

## Girone Est

### Profili
| Squadra             | Città                | Stadio                    | Stagione 2000-01 | Stagione 2000-01    |
| Squadra             | Città                | Stadio                    | Pos.             | Divisione           |
| ------------------- | -------------------- | ------------------------- | ---------------- | ------------------- |
| Napredak Kruševac   | Kruševac             | Stadion Mladost           | 16º              | Prva liga           |
| Radnički Niš        | Niš                  | Stadion Čair              | 17º              | Prva liga           |
| Hajduk Belgrado     | Zvezdara, Belgrado   | Stadion Hajduk na Lionu   | 2º               | Druga liga Est      |
| Dubočica Leskovac   | Leskovac             | Gradski stadion           | 3º               | Druga liga Est      |
| OFK Niš             | Niš                  | Stadion OFK Niš           | 4º               | Druga liga Est      |
| Jedinstvo Paraćin   | Paraćin              | Gradski stadion           | 5º               | Druga liga Est      |
| Napredak Kušiljevo  | Kušiljevo, Svilajnac | Stadion pod Kruškom       | 6º               | Druga liga Est      |
| FK Belgrado         | Palilula, Belgrado   | Stadion FK Beograd        | 7º               | Druga liga Est      |
| BSK Borča           | Palilula, Belgrado   | Stadion Vizelj Park       | 8º               | Druga liga Est      |
| Železničar Niš      | Niš                  | Stadion kraj Carske pruge | 9º               | Druga liga Est      |
| Mladi Radnik        | Požarevac            | Stadion Vašarište         | 10º              | Druga liga Est      |
| Žitorađa            | Žitorađa             | Stadion FK Žitorađa       | 11º              | Druga liga Est      |
| Radnički Svilajnac  | Svilajnac            | Stadion Bojača            | 12º              | Druga liga Est      |
| Trajal Kruševac     | Kruševac             | Stadion FK Trajal         | 13º              | Druga liga Est      |
| Vučje               | Vučje                | Stadion Krsta Stojanović  | 14º              | Druga liga Est      |
| Mladenovac          | Mladenovac, Belgrado | Stadion Selters           | 2º               | Srpska liga Beograd |
| Građanski Svilajnac | Svilajnac            | ?                         | 1º               | Srpska liga Timok   |
| Radnički Pirot      | Pirot                | Stadion Dragan Nikolic    | 1º               | Srpska liga Niš     |

### Classifica
|  | Pos. | Squadra             | Pt | G  | V  | N  | P  | GF | GS  | DR  |
|  | ---- | ------------------- | -- | -- | -- | -- | -- | -- | --- | --- |
|  | 1.   | Radnički Niš        | 83 | 34 | 26 | 5  | 3  | 79 | 27  | +52 |
|  | 2.   | Napredak Kruševac   | 82 | 34 | 26 | 4  | 4  | 96 | 24  | +72 |
|  | 3.   | Mladenovac          | 63 | 34 | 17 | 12 | 5  | 73 | 38  | +35 |
|  | 4.   | OFK Niš             | 56 | 34 | 16 | 8  | 10 | 54 | 38  | +16 |
|  | 5.   | Hajduk Belgrado     | 55 | 34 | 15 | 10 | 9  | 64 | 44  | +20 |
|  | 6.   | Radnički Pirot      | 55 | 34 | 16 | 7  | 11 | 63 | 45  | +18 |
|  | 7.   | Žitorađa            | 54 | 34 | 16 | 6  | 12 | 51 | 47  | +4  |
|  | 8.   | BSK Borča           | 52 | 34 | 15 | 7  | 12 | 66 | 52  | +14 |
|  | 9.   | FK Belgrado         | 52 | 34 | 14 | 10 | 10 | 74 | 51  | +23 |
|  | 10.  | Mladi Radnik        | 51 | 34 | 15 | 6  | 13 | 64 | 38  | +26 |
|  | 11.  | Dubočica Leskovac   | 48 | 34 | 14 | 6  | 14 | 55 | 60  | −5  |
|  | 12.  | Građanski Svilajnac | 47 | 34 | 13 | 8  | 13 | 45 | 48  | −3  |
|  | 13.  | Napredak Kušiljevo  | 47 | 34 | 13 | 8  | 13 | 49 | 65  | −16 |
|  | 14.  | Jedinstvo Paraćin   | 36 | 34 | 10 | 6  | 18 | 55 | 85  | −30 |
|  | 15.  | Trajal Kruševac     | 25 | 34 | 7  | 4  | 23 | 37 | 100 | −63 |
|  | 16.  | Radnički Svilajnac  | 21 | 34 | 5  | 6  | 23 | 33 | 83  | −50 |
|  | 17.  | Železničar Niš      | 17 | 34 | 4  | 5  | 25 | 36 | 88  | −52 |
|  | 18.  | Vučje               | 14 | 34 | 4  | 2  | 28 | 31 | 92  | −61 |

Legenda:

      Promossa in Prva liga SR Jugoslavije 2002-2003.

  Partecipa agli spareggi promozione/retrocessione.

      Retrocessa in Treća liga SR Jugoslavije 2002-2003.

      Esclusa dal campionato.
Note:

Tre punti a vittoria, uno a pareggio, zero a sconfitta.
In caso di arrivo di due o più squadre a pari punti per le posizioni di promozione o retrocessione, la graduatoria viene stilata secondo gli scontri diretti tra le squadre interessate.

### Classifica marcatori
| Reti             | Marcatore    | Squadra           |
| ---------------- | ------------ | ----------------- |
| 26               | Kojičić      | Napredak Kruševac |
| 24               | Stojiljković | Radnički Niš      |
| 24               | Mihajlović   | Mladenovac        |
| Fonte: rsssf.com |              |                   |

## Girone Sud

### Profili
| Squadra                | Città        | Stadio                   | Stagione 2000-01 | Stagione 2000-01 |
| Squadra                | Città        | Stadio                   | Pos.             | Divisione        |
| ---------------------- | ------------ | ------------------------ | ---------------- | ---------------- |
| Budućnost              | Podgorica    | Stadio pod Goricom       | 15º              | Prva liga        |
| Bokelj                 | Cattaro      | Stadion pod Vrmcem       | 2º               | Druga liga Sud   |
| Mogren                 | Budua        | Stadion Lugovi           | 3º               | Druga liga Sud   |
| Mladost Podgorica      | Podgorica    | Stadion Cvijetin Brijeg  | 4º               | Druga liga Sud   |
| Čelik Nikšić           | Nikšić       | Stadion Željezare        | 5º               | Druga liga Sud   |
| Iskra Danilovgrad      | Danilovgrad  | Stadion Braće Velašević  | 6º               | Druga liga Sud   |
| Zabjelo                | Podgorica    | Stadion Zabjela          | 7º               | Druga liga Sud   |
| Lovćen                 | Cettigne     | Stadion Obilića Poljana  | 8º               | Druga liga Sud   |
| Jedinstvo Bijelo Polje | Bijelo Polje | Gradski stadion Nikoljac | 9º               | Druga liga Sud   |
| Ibar                   | Rožaje       | Stadion Bandžovo Brdo    | 10º              | Druga liga Sud   |
| Mornar                 | Antivari     | Stadion Topolica         | 1º               | Crnogorska liga  |
| Petrovac               | Castellastua | Stadion pod Malim brdom  | 2º               | Crnogorska liga  |

### Classifica
|  | Pos. | Squadra                | Pt | G  | V  | N  | P  | GF | GS  | DR  |
|  | ---- | ---------------------- | -- | -- | -- | -- | -- | -- | --- | --- |
|  | 1.   | Mogren                 | 74 | 33 | 23 | 5  | 5  | 63 | 26  | +37 |
|  | 2.   | Budućnost              | 69 | 33 | 20 | 9  | 4  | 54 | 17  | +37 |
|  | 3.   | Mornar                 | 60 | 33 | 19 | 3  | 11 | 69 | 36  | +33 |
|  | 4.   | Mladost Podgorica      | 50 | 33 | 14 | 8  | 11 | 45 | 31  | +14 |
|  | 5.   | Jedinstvo Bijelo Polje | 48 | 33 | 14 | 6  | 13 | 60 | 46  | +14 |
|  | 6.   | Čelik Nikšić           | 48 | 33 | 13 | 9  | 11 | 47 | 40  | +7  |
|  | 7.   | Petrovac               | 46 | 33 | 11 | 13 | 9  | 43 | 35  | +8  |
|  | 8.   | Zabjelo                | 42 | 33 | 12 | 6  | 15 | 43 | 47  | −4  |
|  | 9.   | Lovćen                 | 38 | 33 | 10 | 8  | 15 | 29 | 45  | −16 |
|  | 10.  | Bokelj                 | 35 | 33 | 9  | 8  | 16 | 38 | 47  | −9  |
|  | 11.  | Iskra Danilovgrad      | 30 | 33 | 8  | 6  | 19 | 32 | 63  | −31 |
|  | 12.  | Ibar                   | 13 | 33 | 4  | 1  | 28 | 12 | 102 | −90 |

Legenda:

      Promossa in Prva liga SR Jugoslavije 2002-2003.

  Partecipa agli spareggi promozione/retrocessione.

      Retrocessa in Treća liga SR Jugoslavije 2002-2003.

      Esclusa dal campionato.
Note:

Tre punti a vittoria, uno a pareggio, zero a sconfitta.
In caso di arrivo di due o più squadre a pari punti per le posizioni di promozione o retrocessione, la graduatoria viene stilata secondo gli scontri diretti tra le squadre interessate.

### Risultati
|                        | Bok  | Bud  | Zab  | Iba  | Isk  | Jed  | Lov  | Mla  | Mog  | Mor  | Pet  | Cel  |
| ---------------------- | ---- | ---- | ---- | ---- | ---- | ---- | ---- | ---- | ---- | ---- | ---- | ---- |
| Bokelj                 | –––– | 0:0  | 1:3  | 4:0  | 1:0  | 2:0  | 3:0  | 3:0  | 1:3  | 0:1  | 0:0  | 1:2  |
| Bokelj                 | –––– |      | 2:1  |      |      |      | 0:0  | 1:2  | 1:2  |      |      | 2:2  |
| Budućnost              | 3:0  | –––– | 2:0  | 1:0  | 2:1  | 3:0  | 1:1  | 2:1  | 0:0  | 1:0  | 1:0  | 2:0  |
| Budućnost              | 2:0  | –––– |      | 5:0  | 5:1  |      |      | 0:0  | 4:2  |      |      | 0:0  |
| Zabjelo                | 1:2  | 1:1  | –––– | 2:0  | 1:2  | 1:0  | 3:0  | 1:4  | 0:0  | 2:1  | 2:2  | 3:2  |
| Zabjelo                |      | 1:0  | –––– |      |      | 3:2  | 2:1  |      |      | 2:0  | 0:0  |      |
| Ibar                   | 2:1  | 0:5  | 2:0  | –––– | 0:3  | 0:1  | 1:0  | 0:3  | 0:1  | 1:3  | 2:1  | 0:0  |
| Ibar                   | 0:2  |      | 1:4  | –––– | 0:1  |      | 0:2  |      |      |      | 1:3  |      |
| Iskra Danilovgrad      | 1:1  | 0:3  | 2:0  | 1:0  | –––– | 1:1  | 0:3  | 1:0  | 0:1  | 1:1  | 1:3  | 1:2  |
| Iskra Danilovgrad      | 1:2  |      | 0:2  |      | –––– |      |      | 1:1  | 2:2  |      |      | 3:2  |
| Jedinstvo Bijelo Polje | 3:1  | 0:0  | 3:2  | 11:0 | 3:0  | –––– | 5:0  | 1:0  | 2:0  | 3:1  | 1:0  | 1:1  |
| Jedinstvo Bijelo Polje | 2:1  | 1:1  |      | 5:2  | 2:1  | –––– |      | 1:0  |      | 2:2  |      |      |
| Lovćen                 | 0:0  | 0:2  | 2:1  | 2:2  | 2:1  | 3:1  | –––– | 1:1  | 0:1  | 3:2  | 1:3  | 0:2  |
| Lovćen                 |      | 0:1  |      |      | 3:2  | 1:0  | –––– |      |      | 2:1  | 0:0  |      |
| Mladost Podgorica      | 3:1  | 2:0  | 2:1  | 5:0  | 3:0  | 2:1  | 0:0  | –––– | 0:1  | 0:2  | 0:0  | 0:1  |
| Mladost Podgorica      |      |      | 1:1  | 3:0  |      |      | 0:0  | –––– | 2:1  |      | 2:0  | 2:1  |
| Mogren                 | 2:0  | 1:3  | 2:1  | 5:0  | 3:0  | 2:1  | 4:0  | 1:0  | –––– | 2:0  | 1:0  | 1:1  |
| Mogren                 |      |      | 1:0  | 4:0  |      | 5:3  | 2:1  |      | –––– | 1:0  | 0:0  |      |
| Mornar                 | 2:1  | 0:1  | 2:0  | 5:0  | 3:0  | 3:0  | 2:0  | 1:0  | 3:2  | –––– | 1:2  | 2:0  |
| Mornar                 | 5:1  | 3:1  |      | 9:0  | 3:1  |      |      | 3:1  |      | –––– |      | 4:1  |
| Petrovac               | 2:2  | 0:1  | 3:0  | 2:0  | 4:0  | 3:1  | 1:0  | 2:2  | 0:5  | 1:1  | –––– | 1:1  |
| Petrovac               | 1:1  | 1:0  |      |      | 3:0  | 2:2  |      |      |      | 2:3  | –––– |      |
| Čelik Nikšić           | 1:0  | 1:1  | 3:1  | 2:0  | 1:2  | 2:1  | 1:2  | 2:3  | 0:2  | 2:0  | 2:0  | –––– |
| Čelik Nikšić           |      |      | 1:1  | 7:0  |      | 1:0  | 1:0  |      | 1:3  |      | 1:1  | –––– |

### Classifica marcatori
| Reti             | Marcatore | Squadra   |
| ---------------- | --------- | --------- |
| 21               | Nenezić   | Mornar    |
| 19               | Vuković   | Jedinstvo |
| 18               | Gluščević | Mogren    |
| Fonte: rsssf.com |           |           |